# Пилява (Киевская область)
Пи́лява (укр. Пи́лява) — село, входит в Вышгородский район Киевской области Украины.
Население по переписи 2001 года составляло 42 человека. Почтовый индекс — 07300. Телефонный код — 4596. Занимает площадь 0,5 км². Код КОАТУУ — 3221880803.

## Местный совет
07310, Київська обл., Вишгородський р-н, с. Богдани, вул. Київська,30, тел.  (укр.)